# Mohammed Shehab
Mohammed Mustafa Shehab (arabisch محمد شهاب, DMG Muḥammad Šihāb; * 11. Dezember 1976) ist ein Snookerspieler aus den Vereinigten Arabischen Emiraten.

## Karriere

### Anfänge bei internationalen Turnieren
Wenige Monate nachdem er bei der Amateur-Weltmeisterschaft 1995 in der Vorrunde ausgeschieden war, nahm Shehab in der Saison 1996/97 erstmals an der für alle offenen Snooker Main Tour teil. Er erreichte jedoch bei keinem Turnier die Hauptrunde. Im Jahr darauf war aber eine Qualifikation für die Profitour notwendig, die er als 397. der Weltrangliste nicht erreicht hatte.
Nachdem er 2000 die nationale Meisterschaft der Vereinigten Arabischen Emirate gewonnen hatte, erreichte Shebab bei der Amateur-Weltmeisterschaft 2002 das Viertelfinale und unterlag dort dem späteren Weltmeister Steve Mifsud nur knapp mit 5:6. In der Saison 2003/04 nahm er an drei Turnieren der Challenge Tour teil, wobei er beim ersten Turnier ins Halbfinale einzog. Am Saisonende erreichte er bei der Qualifikation zur Profi-Weltmeisterschaft nach einem Sieg gegen Stefan Mazrocis die zweite Runde, in der er jedoch Lee Farebrother mit 1:5 unterlag.

### Erste Qualifikation für die Profitour
2005 erreichte er das Achtelfinale der Asienmeisterschaft. Beim, als Ersatz für die 2005 ausgefallene Amateur-Weltmeisterschaft ausgetragenen, World Grand Prix 2006 zog er ins Viertelfinale ein und verlor dort gegen Michael White, den späteren Sieger des Turniers. Bei der Asienmeisterschaft 2006 gelang ihm nach Siegen gegen Jin Long, Habib Subah und Keith E Boon Aun der Einzug ins Finale, in dem er dem Thailänder Issara Kachaiwong mit 3:6 unterlag. Als Vizeasienmeister war er für die Main-Tour 2006/07 qualifiziert.
Beim Auftaktturnier, der Northern Ireland Trophy, schied er in der ersten Runde gegen Ben Woollaston aus. Auch bei den beiden folgenden Weltranglistenturnieren kam er nicht über die Runde der letzten 96 hinaus. Im Januar 2007 gelang ihm beim Malta Cup mit einem 5:2-Sieg gegen Liu Song der Einzug in die zweite Runde, in der er mit 4:5 gegen David Roe verlor. Anschließend schied er bei den Welsh Open, den China Open und bei der Weltmeisterschaft in der Runde der letzten 96 aus. Am Ende der Saison kam er auf den 90. Platz der Weltrangliste und verlor damit seinen Main-Tour-Platz.

### Amateurjahre
Wenige Wochen nach Saisonende erreichte Shehab das Viertelfinale der Asienmeisterschaft, in dem er mit 0:5 gegen den späteren Asienmeister Supoj Saenla ausschied. Bei der Amateur-Weltmeisterschaft 2007 zog er ins Halbfinale ein und besiegte nach einer 5:8-Niederlage gegen Passakorn Suwannawat den Belgier Björn Haneveer im Spiel um Platz drei mit 4:1.
Im Juli 2008 nahm Shehab am 6-Red Snooker International, einem Einladungsturnier der Main Tour, teil, schied jedoch in der Vorrunde aus. Zudem erreichte er 2008 das Achtelfinale der Asienmeisterschaft und die Runde der letzten 32 bei der Amateur-Weltmeisterschaft.
Bei der Asienmeisterschaft 2009 schied Shehab erneut im Achtelfinale aus. Im Juli 2009 gelang ihm bei den World Games nach Siegen gegen Stephen Craigie und Wu Yu-lin der Einzug ins Halbfinale, in dem er Nigel Bond mit 2:3 unterlag. Durch einen 3:2-Sieg gegen Soheil Vahedi gewann er anschließend die Bronzemedaille. Zwei Monate später erhielt er eine Wildcard für das Shanghai Masters, bei dem er jedoch in der Wildcardrunde gegen Graeme Dott ausschied.
2010 erreichte Shehab das Viertelfinale der Asienmeisterschaft. Beim World Cup 2011 bildete er gemeinsam mit Mohammed al-Joker das Team der Vereinigten Arabischen Emirate, das in der Vorrunde ausschied. Nachdem er 2012 das Achtelfinale erreicht hatte, zog er bei der Amateur-WM 2013 nach Siegen gegen Lukas Kleckers und Darryl Hill ins Viertelfinale ein, in dem er dem Waliser Lee Walker unterlag. Gemeinsam mit Khalid al-Kamali schied er beim Team-World-Cup 2015 in der Vorrunde aus.
Bei der Asienmeisterschaft stand er 2016 zum zweiten Mal im Finale, diesmal verlor er gegen den Thailänder Kritsanut Lertsattayathorn. Im Jahr darauf verlor er das Halbfinale gegen Lü Haotian. Das Halbfinale war auch 2018 beim einmalig ausgetragenen Seniorenturnier der WSF Championship Endstation. Danach wurden seine Teilnahmen an internationalen Turnieren selten und beschränkten sich teilweise auf Seniorenturniere. Beim Mastersturnier der Amateurweltmeisterschaft 2023 in Katar stand er im Finale und unterlag knapp Habib Subah Humood.

### Späte Rückkehr auf die Profitour
2024 nahm er an der WPBSA Q Tour teil, die erstmals auch Turniere im arabischen Raum austrug. Er gewann eines der drei Turniere und qualifizierte sich für die Q-Tour-Play-offs. Er setzte sich gegen drei Mitbewerber durch und sicherte sich mit 47 Jahren zwei weitere Spielzeiten auf der Profitour. Anschließend wurde er noch zur Weltmeisterschaft der ablaufenden Saison eingeladen, wo ihm ein 10:6-Sieg über Stan Moody gelang. Auch in Qualifikationsrunde zwei hielt er bis zum 8:8 gegen Tian Pengfei mit, verlor dann aber die entscheidenden beiden Frames zum 8:10.
In die 2024/25 startete er mit einem knappen 4:5 gegen Dominic Dale beim Xi’an Grand Prix. Danach folgten vier klarere Niederlagen. Danach trat er nur noch zweimal an. Bei der UK Championship gelang ihm gegen Dean Young sein einziger Saisonsieg. Bei der Weltmeisterschaft verlor er mit 8:10 gegen Oliver Lines.